# Sistema de control de tiro

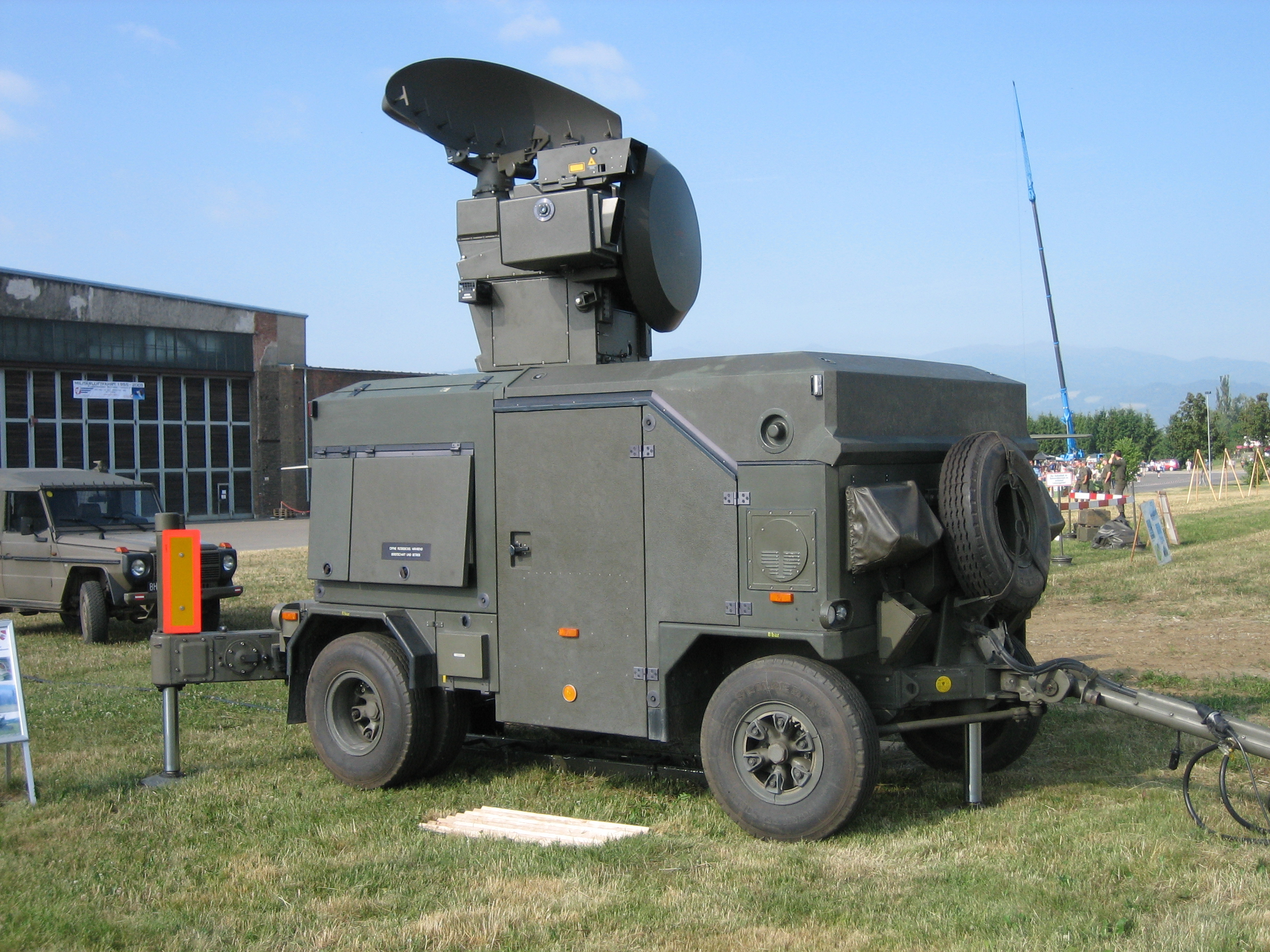
Un director de tiro Skyguard.

Un director de tiro o sistema de control de tiro es un sistema hecho para indicar a la artillería antiaérea donde disparar.
Estos sistemas controlan cañones automáticos y misiles superficie-aire para conseguir destruir aeronaves enemigas, para esto también se utilizan computadoras, sensores y radares de control de tiro para indicar a los directores de tiro donde están las aeronaves enemigas, un ejemplo de este tipo de radares es el ELTA Systems EL/M-2106 de origen israelí. Ejemplos de directores de tiro son el Skyguard austríaco, el cual controla cañones Oerlikon GDF y misiles de corto alcance; y el Flaycatcher sueco, el cual indica al RBS-70 la ubicación de su blanco.

## Historia
Este tipo de sistemas antiaéreos son utilizados por muchas fuerzas aéreas, ejércitos y armadas de todo el mundo, y se ha desarrollado desde la Segunda Guerra Mundial con computadoras en los bombarderos para calcular donde caerían las bombas, y su uso viene siendo aplicado para todo tipo de contextos, como en las artillerías de costa y directores de tiro en los buques de guerra.